# 薛虞卿

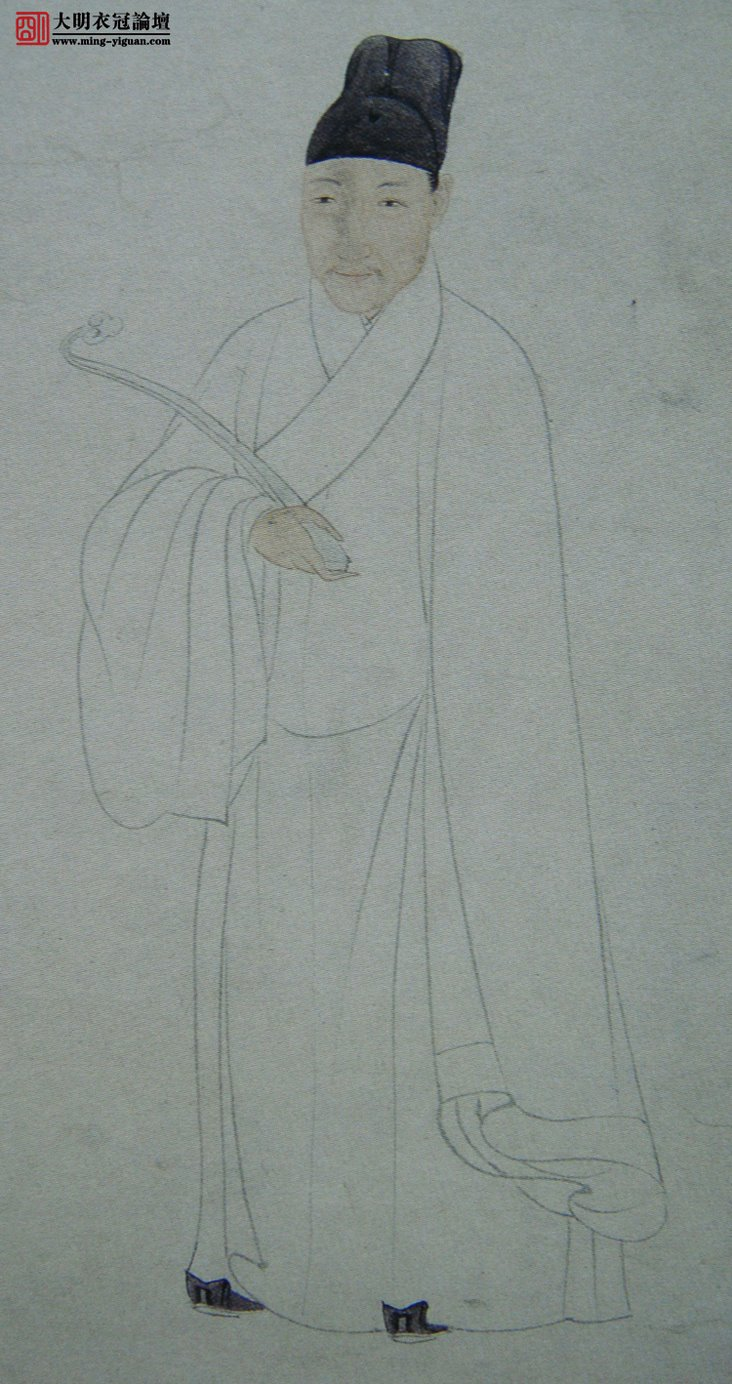
薛虞卿像軸

薛虞卿，名益，河东（今山西永济）人，居住在江苏长洲县（今苏州市）。明朝政治人物，曾任四川訓導。

## 生平
得外家指授，工书画，诗文皆精妙。

## 著作
著有薛虞卿詩集二卷。

## 家族
舅舅文徵明。